# 巴国
巴国是周朝时的一個姬姓诸侯国，自稱為郙（楚系文字作「郙」，秦系文字改作「巴」，而「巴」的含義则有蛇、草、水流形状等多種说法），其版圖以陕东南、四川盆地东部及鄂西为中心，而具體範圍則因时而异。國內的主體居民為巴人，由多支不同起源的族群構成。
巴國本為商朝的方国之一，後因協助周武王伐紂有功，在西周成立之初便被周武王封为姬姓子国（國君封爵為子的诸侯国）。巴國起初建都於江州（今重庆渝中区），战国时期受邻国楚国的军事压力所迫，先後遷都至垫江（今重庆合川区）、平都（今重庆丰都县）、阆中（今四川阆中市）和枳（今重庆涪陵区），最終於公元前316年為秦惠文王所滅。有學者認為先秦时期的巴國不止一個，周武王所分封的姬姓巴国僅為其中之一，而據四川省社会科学院研究员段渝的論述，姬姓巴国便是先秦唯一的巴国，史籍記載的巴地八族和廩君蠻都只是生活在巴地上稱為巴的族群，並非其他巴國。
在文化上，巴國與西鄰的古蜀與東鄰的楚国相互滲透，彼此之間都受到深刻影響。巴文化的主要特點包括：一、大量使用巴蜀符號，多刻铸在青铜器和印章上；二、巫鬼文化異常发达，在四川盆地东部和鄂西一帶，特別是在三峡地区，形成了一个颇受注目的巫文化圈；三、乐舞发达，人民能歌善舞；四、具有崇拜與畏惧白虎的傳統以及豐富而悠久的女神崇拜传统。由於巴、楚兩國曾长期交往，楚文化受巴文化熏染尤深。战国时楚郢都内有名為“下里”的巴人聚居之處，下里巴人唱的歌，在郢都有很多人都能听懂，并有數千人應和。巴文化中对楚人影響最大的，則是巴人的巫鬼文化长期在楚地盛行不衰。此外，巴人的樂舞對後世更有着極為深遠的影響。西周初年，周人为纪念武王伐纣而创作的“大武舞”，其动作设计即是取自巴渝舞。西汉初年高祖刘邦下令将巴渝舞引進宫廷，從此巴渝舞便成为历代皇朝的宗庙祭祀舞曲，直到隋代而止。巴渝舞在民间也有着强大的生命力，它在西南地区长久保存下来，形成了诸多流派。江南地区的“盾牌舞”，湘西地区土家族的“摆手舞”，四川盆地东部巴人後裔的“踏蹄舞”，均為巴渝舞的變體。

## 祖源

### 華夏太皞說
巴国最早见于《山海经·海内经》记载：
|  | 西南有巴国。太皞生咸鸟，咸鸟生乘厘，乘厘生后照，后照是始为巴人。 |

太皞即伏羲，后照为巴人始祖，源自伏羲氏把他们的后裔分封降居于长江之北的丹山、巫山和巴一带。《海内经》这段记载所说的太皞远裔的巴国，既然有其世系可以寻绎，当有所本。但所说巴国，却不当是巴国的统治者姬姓王族，而应如李学勤先生所分析的，是巴国的一部分民众，是组成巴人的族群之一。

### 廪君說
据《后汉书·南蛮西南夷列传》说：
|  | 巴郡南郡蛮，本有五姓：巴氏、樊氏、曋氏、相氏、郑氏。皆出于武落钟离山。其山有赤黑二穴。巴氏之子生于赤穴，四姓之子皆生黑穴，未有君长，俱事鬼神。乃共掷剑于石穴，约能中者奉以为君。巴氏子务相乃独中之，众皆叹。又令各乘土船，约能浮者当以为君，餘姓悉沉，惟务相独浮。因共立之，是为廪君。乃乘土船，从夷水至盐阳，盐水有神女谓廪君曰：‘此地广大，鱼盐所出，愿留共居’。廪君不许，盐神暮辄来取宿，旦即化不虫，与诸虫群飞，蔽掩曰光，天地晦冥，积十餘日。廪君伺其便因射杀之，天乃开明。廪君于是乎君于夷城，四姓皆臣之。 |

作为廪君国家，有五个氏族来源的武落钟离山，位于长阳县西北的都镇湾东侧，西北临清江，东南临南汉溪，三面环水，山上五峰并立，据《太平寰宇记》载:“武落钟离山，一名难留山，在长阳县西北七十八里。”所谓“夷水”，又谓“盐水”，即清江，《通典》卷一百八十七载:“今夷陵郡巴山县清江水，一名夷水，一名盐水”。
廩君传说表明，很久以前在清江中游地段曾有几个氏族部落生活和迁徙过，他们通过掷剑和赛土船的方式，推举廩君为五姓部落联盟的首领，其后，他们在廩君带领下，沿夷水(清江)进入今恩施州境内，战胜盐水女神部落后，称君夷城(恩施)。廩君立城后，其后裔一部分继续西迁至川东(今南充市境内)，建立巴国，一部分继续留居在清江流域，并陆续向西部和南部流动，其中一部分进入了湘西。也有學者指出《华阳国志·巴志》这篇专名记载巴国及其史事的历史文献中，对于廪君却只字未提，充分说明了廪君并非巴国王族这一史实。

## 歷史
至夏禹时期，成为夏王朝的邻国之一。《左传·哀公七年》载：禹“会诸侯于会稽，执玉帛者万国，巴蜀往焉。”
《山海经·海内南经》记载：“夏启之臣曰孟涂，是司神于巴，巴人请讼于孟涂之所，其衣有血者乃执之。是请生。（孟涂）居山上，在丹山西。丹山在丹阳南，丹阳居属也。”上述史料说明在夏启时期，巴向夏让渡了包括诉讼这一类的的部分国家权力，逐渐融入夏王朝的系统里面。《竹书纪年》也记载：“帝启八年，帝使孟涂人巴涖讼。”
夏末商初，巴已经成为夏王朝的一部分，参与了夏与殷的斗争，起码在夏灭亡的时候，巴并没有成为商的同盟。《山海经·大荒西经》记载：“有人无首，操戈盾立，名曰夏耕之尸。故成汤伐夏桀于章山，克之，斩耕厥前。耕既立，无首，厥咎，乃降于巫山。”巫山，即巴国所在，巴国收留了夏亡国后的遗民。
在商代，巴没有完全臣服加入殷政权，反而和殷发生过战争。《殷契粹编》1230记载“壬申卜，争贞，令妇好从沚盾戈（古戎字）伐巴方”。《殷墟文字乙编》2948＋2950云；“辛未卜，争，贞妇好从其沚盾戈伐巴方，王自在商伐重阱妇好立……”。这些甲骨文记载表明，公元前13世纪的殷武丁时期，武丁和妇好都曾经征讨过巴国。
武丁即位后，四方用兵攻打敌对方国，消除外患，扩大疆域。巴方不服商朝管理。武丁征调军队，亲自率领并与其妻妇好一起出征。参与攻巴方的贵族有作先锋前导的沚国及其他侯伯等。战前，武丁还曾谋划，令妇好领兵预先布阵埋伏，自己率军从东面进攻敌军，将其赶入妇好阵内围歼。这一谋略中的伏击、围歼的思想在中国战争史上，是已见最早的文字所记載的。
公元前11世纪，巴的军队作为前锋加入了周武王伐纣的战争。也因此在周灭商后，正式成为周王朝的诸侯国之一，并入周王朝的疆域。《华阳国志·巴志》称：“巴师勇锐，歌舞以凌殷人，前徒倒戈，故世称之曰：‘武王代纣，前歌后舞’，也。武王既克殷，以其宗姬封于巴。”
巴子称为宗姬，宗姬之姬为姓，宗则是同宗之意，表示与周人为同宗之后，宗姬与周同宗，在班辈上低于武王，在同宗关系的庞大血缘纽带中居于子辈，由于早已别为氏族，故对武王来说，属于子族之列，因其分封于巴，故称巴子。巴谓国名，子谓子族，此即宗姬称为巴子的由来。
春秋时期的楚国逐渐强大，驱赶巴国的疆域不断向西迁移。鲁桓公九年（前703年），巴子（巴国国君）派遣韩服向楚国请求和邓国友好。楚武王派遣道朔带领巴国的使者到邓国聘问。邓国南部边境的鄾地人掠夺财礼，杀死了道朔和巴国的使者。楚国鬬廉率军联合巴军夹攻邓军，邓军大败。《华阳国志·巴志》载：“巴、楚数相攻伐”“巴子怒，伐邓，败之。其后巴师、楚师伐申。楚子惊巴师。魯莊公十八年（前676年），巴伐楚，克之。”“鲁文公十六年（前611年），巴与秦、楚共灭庸。”“哀公十八年（前477年），巴人伐楚，败于鄾。”
最终楚国夺取了巴国经济的根基：位于巫溪和清江的盐业基地。逼使巴都城也沿江向西迁移。
到战国时期，《华阳国志·巴志》说：“七国称王，巴亦称王。”其疆域是“东至鱼复（奉节），西至僰道（宜宾），北接汉中，南极黔涪。”巴国依然还是一个疆域广阔，可与七国相比的国家。巴國的首都先後在江州（重庆）、垫江（合川）、平都（丰都）、阆中，而王墓主要在枳（涪陵）
公元前316年，巴國與蜀國交戰，秦惠王应巴国的请求，使张仪、司马错率大军南下灭了蜀国。但紧接着顺道向东灭了巴国，在江州设立巴縣，成为秦始皇36郡之一。

## 相關遗迹
1987年以来，清江隔河岩考古队、高坝洲考古队先后对清江中、下游地区进行了数次考古发掘，共发掘新石器时代遗址6处，这些遗址地层中出土文物主要有石器、骨器、陶器等。经对比研究发现，清江流域新石器时代遗址与长江三峡地区新石器时代中期的大溪文化遗存的文化面貌基本一致，相当于大溪文化的早期和中期遗存。从出土的箭镞、鱼钩、网坠等狩猎和捕鱼工具，以及遗址地层中较多的鱼骨、兽骨来分析，鱼猎生活在当时人们的经济生活中依然占有非常重要的位置。

#### 石器
石器共出土数千件，器形有斧、锛、锄、铲、钺、锤球、杵、镞等20余种，主要为生产用工具，分别用打制、磨制、打磨兼制、琢磨兼制等方法制成，石器制作的原料多就地取材，为清江河滩的烁石。

#### 骨器
骨器主要有骨锥、骨针、骨镞、骨钩、骨饰等。其中的骨锥、骨针作十分精致，有的骨针，其圆径仅0.5厘米，孔径只有0.08厘米。可见当时的骨器制作工艺已经达到很高的水平。

#### 陶器
陶器主要有碗、钵、盘、簋、器盖、杯、盆、鼎、罐、釜、缸、支座等20多种，时代偏早的陶器有碗、盆、盘、器盖等，时代偏晚的陶器有圈足碗、猪嘴形支座、彩陶单耳杯等。

### 香炉石文化

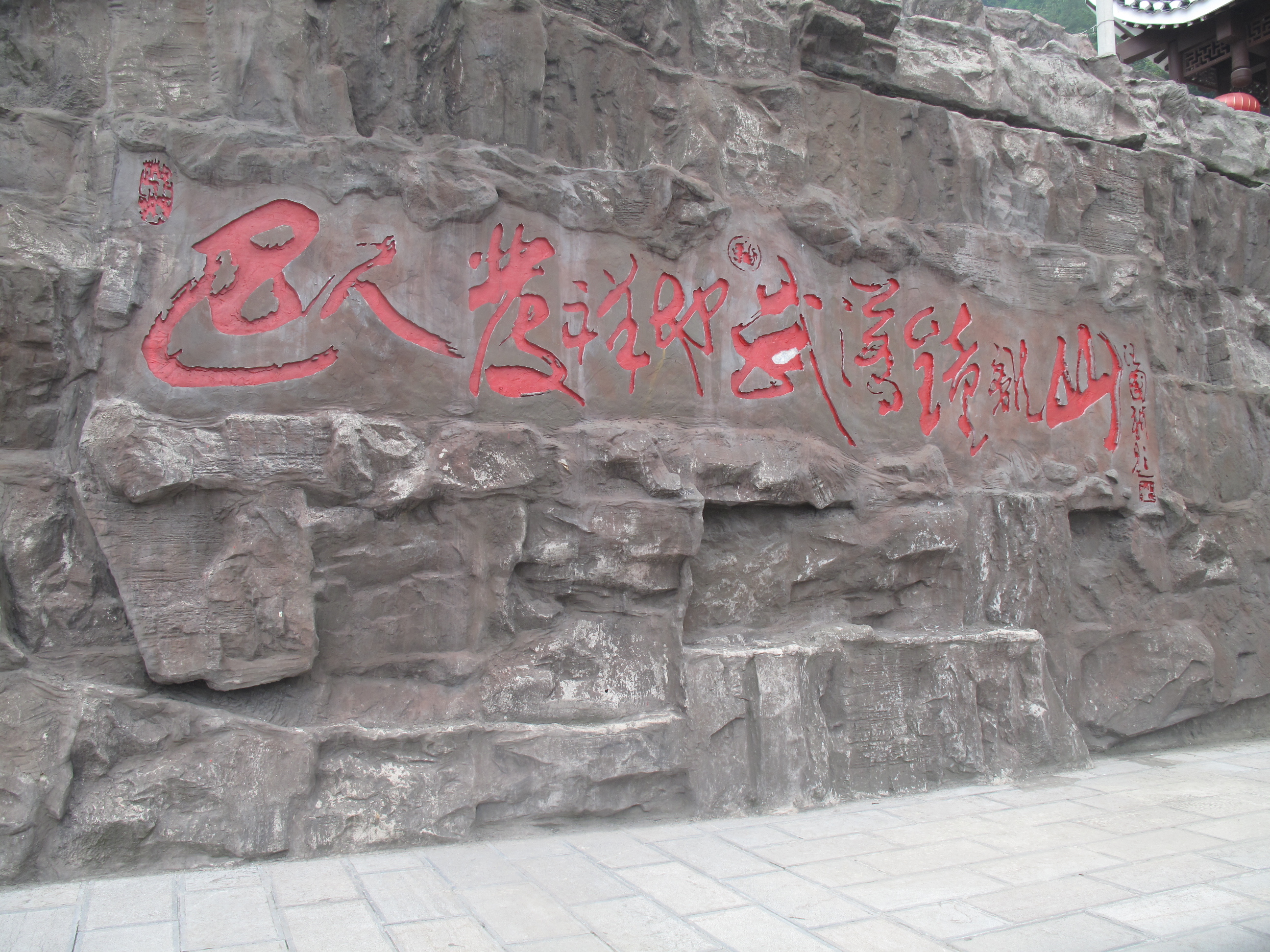
湖北省长阳土家族自治县清江画廊风景区武落钟离山巴人文化广场，著名书画大师汪国新题写的“巴人发祥地武落钟离山”。

目前在清江中游地区调查发现的相当于中原夏、商、周时期的古文化遗址主要分布在长阳县境内，共有4处，即香炉石遗址、桅杆坪遗址、南岸坪遗址、深潭弯遗址等，在长阳以西的巴东、建始、恩施境内的一些遗址中，虽发现有零星的商、周时期的陶器碎片。在上述几处被确认的早期巴人遗存中，以香炉石遗址最具代表性。
香炉石遗址地处清江腹心──长阳鱼峡口，1988年和1989年先后作过两次发掘，该遗址处在陡峭山崖的夹缝中，面积约700多平方米，文化层的整体堆积厚度达到4.5米以上，不仅堆积较厚，且遗物保存较好，这是目前在整个清江流域最具代表性的“早期巴人遗存”。
香炉石遗址的地层堆积自上而下可分为7个层位，遗址地层堆积中出土文物十分丰富，仅首次发掘的400平方米的面积中，就出土各类石器、骨器、陶器、兵器等多达9240件。且这些文化遗物自夏商时期开始至春秋战国时期而未间断，并被学术界确认为是属于“早期巴文化遗物”。现结合地层与出土遗物逐次进行分析。

#### 夏代晚期
香炉石遗址的最底层文化层（第⑦层）据碳十四測定年代数据为距今4090±100年，相当于夏代晚期。出土的文化遗物类别较简单，主要是陶器、石器、骨器。石器主要有斧、凿、锛等；骨器有骨锥；陶器主要有罐、瓮、钵、豆、纺轮，早期巴文化中最具代表性的陶器──釜，在这一时期尚少有发现。不过已可以说廩君巴人最迟从夏代晚期已开始在清江中游地区生活。
专家们从该地层中发现与生活相关的大量兽骨、鸟类骨骸、鱼骨残渣等分析，在夏代晚期，清江流域的巴人是以原始的鱼猎、采集经济为主，鱼、兽、鸟类是他们食物的主要来源之一。

#### 商代
这一阶段共分两层：遗址第⑥层文化层据碳十四测定年代数据为距今3520±130年，相当于中原商代早期文化层；第⑤层文化层相当于商代中、晚期。

##### 商代早期
其中遗址第⑥层出土的商代早期遗物，主要有陶器、小型石器、骨器、卜骨以及大量兽骨。石器主要有石斧、石铲、石凿、石锛、石矛头等；骨器有锥、铲、镞、针、锯、器盖、佩饰、牙饰等；陶器以釜、罐最为丰富，占陶器总数的58.2%以上，其它还有盆、瓮、豆、钵、杯、盘、网坠等。
这一时期，在遗址附近还发现了巴人墓葬区，在发掘的5座巴人墓中，1座东西向，4座南北向，其葬式均为仰身直肢，其中编号Μ6的人骨架长176厘米，身旁随葬有1件早商时期的大型卜骨和一件较精制的大型骨匕。
卜骨系利用牛的肩胛骨制作而成，这与在遗址地层中发掘出大量用鱼的鳃盖骨制作的卜骨不同，是早期巴人遗物的新发现。卜骨虽有残缺，但全貌基本清楚，全长42厘米，为我国发现的最大卜骨之一。该卜骨两面及周边均经打磨和修整，背面中脊已基本削平，上有大小圆形钻孔100多个，厚的地方钻孔较大，薄的地方钻孔较小，整个钻孔呈横向与斜向排列，部分钻孔有灼痕，从钻孔形态特征看，其年代为早商时期无疑。
骨匕长26.6厘米，十分精制，而且用材巧，体型大，器壁薄，是十分珍贵的物品，被称为我国早期骨匕之最。在编号Μ4的墓葬中，随葬品为一件夹砂褐陶釜，器形为侈口、圆唇、弧腹壁、圜底。Μ3也出土了一件夹砂褐陶釜，器形为敞口、圆唇、鼓腹、圜底，器身饰细绳纹。说明在早期巴文化中，陶釜不但在生活中常用，死后还把它当作随葬品。

##### 商代中、晚期
遗址第⑤层出土的商代中、晚期文化遗物，以陶器为大宗，石器呈明显下降的趋势，陶器中以釜为器类之冠，占陶器总数的90%以上，次为罐、钵、杯、豆、纺轮和网坠。釜的器形大小不一，有夹砂灰褐陶、褐陶、黄褐陶等，饰有细绳纹、方格纹、蓝纹等。说明这一时期，随着生产的发展，制陶技术的进步，以陶釜为特征的代表性器物在早期巴文化中逐步占据其重要位置。
此外，在该地层中还出土了数量较多的卜骨和与生活相关的兽骨，卜骨用大鱼的左鳃盖骨制成，均有钻孔。钻孔大多为椭圆形、圆形和长方形，一般凿槽较深，有的已凿穿，烧灼痕迹明显，有的可看见兆纹。

### 西周巴国
按照古代文言文记载，在武王伐纣之后，巴国成为周朝的姬姓封国。香炉石遗址第④层为西周文化层，出土遗物以陶器为多，达2400余件。

#### 陶器
其中陶釜的数量达2100多件，占陶器总数的88.3%左右。陶质有夹砂褐陶、灰褐陶、黄褐陶、泥质灰陶、灰褐陶等。纹饰有方格纹、绳纹、回形纹等。器形的制作以手制为主，不少器壁还保留有手指按窝，说明在西周时期，以陶釜为特征的代表性器物在巴文化中依然十分兴盛。除陶釜之外，其它陶器器类有罐、盆、钵、杯、纺轮、网坠等。

#### 陶质印章
还出土了两枚陶质印章，印章印文为阴刻。张政良认为:陶玺印文字属巴蜀文化系统。陈公柔认为:两玺印出在早期巴文化遗址西周地层中，当然是巴人比较早的玺印。夏渌认为:两玺印印文一为“蔡”，一为“鲛”，前者与甲骨文相近，后者与有巨口有利齿的水生动物有关。是中国玺印历史中的文字记载找到了第一件实物例证，在此之前，我国所发现的古玺印上限仅在战国。也证明中国首先使用玺印。尽管香炉石遗址陶玺印的印文目前尚未辨识清楚，但不影响称它是古代玺印的定名，即使是用它来印陶器，也应是我国古代玺印的一种或玺印的祖型。

#### 石器和骨器
除上述陶器外，还出土了少量的石器和骨器。石器有斧、锛、刀、镞、纺轮、砺石等;骨器有锥、镞、牙饰等。同时还出土了部分卜骨已及大量的与生活相关的兽骨、鸟骨、鱼骨等，其卜骨的制作方法与钻孔形状与商代出土遗物基本相似。

#### 铜器和贝币
值得一提的是，在该地层中出土了部分铜器小件，计有铜锥、铜凿、铜镞、铜环、铜鱼钩等。另外，还发现了贝币，均为海贝，虽然数量不多，应是巴人区域货币史的实物依据。说明清江流域在西周时期已开始慢慢步入青铜时代，经济交往中逐步开始使用货币。
从该地层出土遗物可以看出，西周时期，清江流域的巴人在生产技术、制陶技术等方面都有了进一步的发展，以陶釜为特征的代表性器物在早期巴人的陶器文化中依然占据绝对的统治地位，说明早期巴文化有其自成体系且发展稳定的陶器群体。清江流域的巴人依然处于氏族部落的原始或半原始的社会状态，石器和骨器等原始工具依然在生产和生活中广泛使用，鱼猎和采集依然是当是经济生活中的重要手段，巫术活动中仍然以占卜为主要活动方式。

### 春秋巴国
遗址第③层为东周早期文化层(即春秋时期)，出土遗物中仍以陶器为大宗，占遗物总量的97.3%。此外，石器、骨器、铜器，也有一定数量的出土。

#### 陶器
陶器器类仍以釜为主，占陶器总量的68%左右，釜的器形发生变化，较前期变小。还发现有鬲、罐、瓮、钵、碗、盘、豆、杯、纺轮、网坠等。豆的形态特点各异，其中有碗形豆、细柄豆等。陶质有夹砂灰褐陶或黑陶，泥质陶中有灰陶、灰黑陶等。纹饰主要有方格纹、绳纹、锯齿纹、鱼鳞状网状暗纹、锥刺小三角纹等。陶釜是早期巴文化中最具特征的代表性器物。以陶釜为特征的自成体且发展稳定的陶器群体依然占据重要位置，釜的形体尽管发生了一些变化，但无论从陶系特点和器物特点看，一直保持着早期巴人土著文化特色。

#### 石器
石器器类主要有斧、锛、刀、镞、纺轮、砺石、凿、铲、环、坠饰等，石器数量与前期同类出土物呈明显下降趋势。铜器有锥、凿、削刀、镞等。骨器有锥、铲、凿、筷、镞、牙饰等。

#### 楚文化
这一时期出现部分楚文化的器物，如楚式鬲等，楚文化开始影响到清江中游地区，也说明巴人在不断吸收外来文化。

### 早期文化
信奉占卜，崇尚巫教，民风古朴自然，情感表达直白，具有豪放、率直的文化性格，这似从遗物的纹饰变化与特色上可见一斑。相比较而言，巴文化中比较雅致的文化成份少，更多的是自发的、自然的或可称为世俗的文化成份较浓厚。清江巴人独特的文化性格，与蜀地“君子精敏、小人鬼黠”形成鲜明对比，又与江汉楚文化那种华美修饰有明显区别。

#### 经济
以原始的自然经济为主体，生产力水平低下，耕作技术粗放原始，缺少大规模的劳动协作，渔猎经济发达，自然环境状况对经济生活有着绝对的制约作用。

#### 制度
其居住环境与所发现的文化遗址，仍保留着较浓厚的氏族组织形式的色彩，社会组织仍呈现自然松散式状态，部落或家族的历史延续不衰，这直至秦汉乃至唐宋以后也是如此。

#### 濮文化
有說法認為，早期巴文化包涵了早期濮文化的部分因素，因为“巴濮的统治部族同为廩君之后”，“巴、濮本为两个部族，因为长期杂居而成为一族”。可以说，巴文化本身就是一个复合体，在他产生的初期就已融合了土著濮人的文化特征。

### 战国至秦汉
战国时期，清江流域的巴人逐步分成三部分:一部分沿清江上游西迁进入川东;一部分往南进入了湘西;还有一部分则在清江流域定居下来，繁衍生息。战国到秦汉时期，以虎钮淳于为特征的青铜文化逐步取代了早期巴文化中以釜为特征的陶器文化，青铜文化成为这一时期巴文化中最具特色的文化。

#### 巴式青铜器
1949年以来，在清江流域的中、上游地区，窖藏出土的巴式青铜器50余件在这些出土的虎钮淳于中，保存最为完整、造型最为精致、器物最为珍贵的当属在建始景阳出土的双虎钮淳于。
双虎钮淳于重12.75公斤，通高49厘米，整个形状上大下小，肩部隆起，略成椭圆的圆柱体。上端有一长32厘米，宽25厘米的椭圆形盘，盘中并立两只长15厘米的铜虎，双虎间有一环相连，便于悬挂，虎身刻有柳叶形花纹，虎的形体粗犷，虎口大张而锋齿毕露，尾平伸略上卷，体态丰满，栩栩如生。

#### 虎钮淳于
淳于为乐器，由淳与盂两种器形复合而成。《周礼·鼓人》云:“以金淳和鼓”。郑《注》:“淳，淳于也，圜如碓头，大上小下，乐作鸣之，与鼓相和。”近代出土有陶制淳于，都作“碓头大上小下”之形，加上素钮，以便悬系，这应是早期淳于的形制，铜制淳于多是模仿陶制而成。依照考古分期，淳于必然是由陶淳→素淳→钮淳→虎淳，从粗糙向精制发展而成，据考证，淳于的起源应在黄河流域。
但从目前的考古材料看，时代最早的淳于出于山东，为春秋时期，以后由山东逐步传入江淮。春秋时代的淳于，主要用于战阵，《国语·晋语》曰:“战以淳于、丁宁(丁宁，钲也)，儆其民也。”同书《吴语》曰:“吴王夫差乃秉战袍，亲就，鸣钟鼓、丁宁、淳于、振铎。”可见当时黄河流域的晋国和长江流域的吴国都有了淳于，并用于战阵。
淳于传入清江流域及三峡地区的巴人区域时，则逐步改变了原有的特征，以虎为钮，巴人从东夷人那里继承和袭用了淳于的形体和音乐功能，同时对淳于之钮加以改造创新，让虎的威严，凌驾于淳于之上，使之成为巴民族的象征，并以此物祈求虎神的保护。
虎钮淳于主要分布于湘、鄂、渝、黔毗邻区域，从战国到汉代，可谓盛极一时。从总体特征看，其铸造风格、图案表现手法以及淳于的形体特点等，均不属于专门的作坊制作，而是有小区域的制作风格。
铸范风格各异，使虎钮淳于形成了精彩纷呈的局面。从虎钮淳于的大小尺寸看，鄂西清江流域的虎淳多在55──70厘米之间，而湘西地区的虎淳则多在50──55厘米。从虎的形态上看，鄂西南清江流域的虎淳上，虎的形体粗犷，虎口大张而锋齿毕露，尾平伸略上卷，有的虎淳之虎背部生有双翼，有如虎添翼之势，整个形象威严而神秘;而湘西北之虎，张口而不露齿，或露出不明显，尾多上翘，背部无翼，整个形象朴实生动，接近自然界中所见的虎的形象。这些不同特点，说明虎钮淳于在当时存在着小区域差异。但虎钮淳于之虎经过论证却并非巴人的图腾。

## 巴人
巴人，是泛指生长在巴国和巴地范围内的所有人，以及从巴地迁徙至其他地方的人，而可以不论其本来族别如何。
夏代以前的巴人源头，学术界目前争议颇大，有清江说，峡江说（西陵峡），甚至还有三星堆文化说等等，无论哪种说法目前都缺少充分的材料让学术界所信服，因为在在新石器时代中期的大溪文化与夏、商、周时期的香炉石文化之间还存在很大一段缺环。
在西陵峡地区虽发现了时代较早、数量较多的巴文化遗址。
目前在清江下游和清江与长江交汇处的石板巷子、茶店子和鸡脑河等遗址的发掘中，发现了相当于中原龙山文化末期至夏代早期的巴文化遗存，但由于发掘工作做得较少，所获资料有限，还难于作出更为确切的论证。
巴人是由多支不同文化、不同语言、不同来源的族群所组成的亚民族集团，它们当中，既有属于濮越系的族群，又有属于氐羌系的族群，还有属于华夏后裔的族群。由于它们的所属族别有异，来源地域有别，文化也有所差异。而先秦巴国只有一个，即姬姓巴国。除姬姓巴国外，其余所谓的巴国，都是居息在巴地上被称为巴的族群。

## 相關民族
有說法認為秦灭巴后，定居于鄂西南的巴人，虽经历了历代王朝更迭和战争变乱，但一直在这一地区繁衍生息，绵延不断，并融合了这一区域的其他民族成员，成为今恩施州境内土家族的主体先民。
三峡研究小组对三峡和清江流域一带的土家族人的血液和悬崖峭壁上的骨骸进行了基因对比实验，从基因对比的数据来看，战国西汉时期的古巴人与土家人的基因联系已经沒有紧密關聯，只有70%的概率。明朝的悬棺里提取出来的基因与今天的土家人基因的联系可达99％以上。
亦有說法認為巴人是“九黎”后裔“九夷”中“淮夷”西迁形成的，在湘鄂陕渝黔等交区生活了很久，与西系苗族中“花苗”、“白苗”等支系关系密切，巴人后裔主要还是苗族，即西系苗族，包括国外苗族，恐怕有四百万人，他们主要由巴人后裔发展而成。

## 星座
巴国是中国星座中三垣天市垣中19个星官中的天市右垣八(巴)，也就是Epsilon Serpentis(εSer)。赤經：15度:50分:48.9秒；赤緯：+04度:28分:40秒。視星等3.71，距離我們80光年，光度15，光譜類型A2m。